# 복지은
복지은(1992년 12월 29일 ~ )은 대한민국의 팝페라 가수다. 별명은 보령의 딸이다.

## 학력
- 대전예술고등학교 졸업
- 한양대학교 음악대학 성악과 학사

## 음반
- 2024년 Happy Ending

## 방송
- 2023년 TV조선 《미스트롯3》 (2023) - Top14(13위)
- 2024년 TV조선 《미스터로또》 - 게스트
- 2024년 TV조선 《미스쓰리랑》 - 게스트

## 공연
- 시월의 어느 멋진 날에 (2023)

## 수상
- 2020년 대한민국을 빛낼 인물•브랜드 대상
- 2020년 클래식 대중화 대상
- 음악저널 유럽데뷔 콩쿠르 2위
- 세계음악 콩쿠르 대학부 2위
- 음악교육신문사 콩쿠르 전체 대상